# Aleardo
Aleardo  è un nome proprio di persona italiano maschile.

## Varianti
- Maschili: Alealdo[3]
  - Ipocoristici: Leardo[3], Leardino[3], Lealdo[3]
- Femminili: Alearda[1][3]
  - Ipocoristici: Learda[3], Leardina[3]

## Origine e diffusione
Si tratta di un nome germanico, composto da due elementi generalmente identificati con adal ("nobile") e hard ("duro", "forte", "audace"), gli stessi da cui è composto il nome Adalardo; alternativamente, il primo elemento potrebbe anche essere ala ("tutto", "intero"). Interpretazioni minoritarie lo riconducono invece al latino alea ("dado"), con il significato di "amante del rischio".
In Italia è diffuso maggiormente al Nord, specie in Emilia-Romagna e secondariamente in Veneto, oltre che in Toscana; la sua popolarità è dovuta anche alla fama del patriota e poeta veronese Aleardo Aleardi (il cui vero nome era Gaetano).

## Onomastico
Essendo un nome adespota, ossia privo di santo patrono, l'onomastico può essere festeggiato il 1º novembre, giorno di Ognissanti.

## Persone

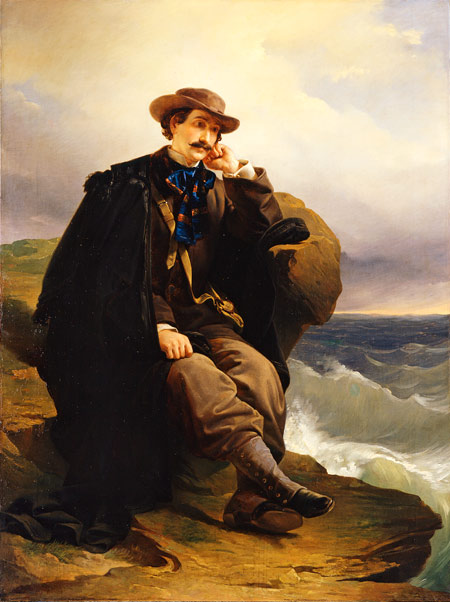
Aleardo Aleardi

- Aleardo Aleardi, poeta e politico italiano
- Aleardo Donati, lottatore italiano
- Aleardo Giovara, calciatore italiano
- Aleardo Nani, cestista e calciatore italiano naturalizzato francese
- Aleardo Simoni, ciclista su strada italiano
- Aleardo Terzi, pittore, disegnatore e pubblicitario italiano
- Aleardo Villa, pittore, illustratore e pubblicitario italiano
- Aleardo Ward, attore e doppiatore italiano